# ハカインデ・ヒチレマ
ハカインデ・ヒチレマ（英語: Hakainde Hichilema, 1962年6月4日 - ）は、ザンビア共和国の政治家。2021年から同国の大統領を務めている。

## 経歴
ハチポナ（現在のモンゼ地区）出身。ザンビア大学で経営学と経済学の学士号を取得。さらにイギリスのバーミンガム大学で経営学修士を取得して、卒業した。卒業後はプライスウォーターハウスクーパース（1994年〜1998年）とグラントソントン・インターナショナル（1998年〜2006年）にて、ザンビア現地法人のCEOを務めた。

### 政治家として
国家開発統一党（UPND）に入党。2006年にアンダーソン・マゾカ党首が逝去した際に後任として、党首に就任。2015年1月20日の大統領選挙で、ルングは最大のライバルであった愛国戦線のエドガー・ルングに2万7757票 (1.66%) の僅差で破られた。2016年の大統領選挙でも、ルングに敗北した。2017年4月に反逆罪の疑いで逮捕及び起訴され、禁錮4ヶ月となった。
2021年8月12日の大統領選挙に出馬し、同16日に選挙管理委員会がヒチレマの当選を宣言。同24日に就任した。
2022年12月23日、ザンビアの大統領報道官は、ヒチレマ大統領が死刑制度の廃止を承認したと発表した。死刑廃止はヒチレマの公約の一つ。
2025年2月3日、実務訪問賓客として日本を訪問し、同6日に石破茂総理大臣と銅やコバルトなどの共同開発や日本企業の投資拡大や技術提供についての首脳会談を行った。